# Cuba Gooding Sr.
Cuba Mark Gooding Sr., född 27 april 1944 i New York, New York, död 20 april 2017 i Woodland Hills, Kalifornien, var en amerikansk sångare. Han var mest känd för att från 1971 ha varit huvudsångare i soulgruppen The Main Ingredient. Enligt Billboard har Gooding under sin tid i gruppen haft totalt fem stycken top 10-låtar. Han var även soloartist och gjorde även egen musik.
Den 20 april 2017 hittades Gooding död i sin bil som stod parkerad på en gata i Woodland Hills i Kalifornien. En obduktion visade senare att han hade dött av naturliga orsaker. Han ligger begravd på Trinity Church Cemetery på Manhattan i New York. Han har fyra barn, däribland Cuba Gooding, Jr. och Omar Gooding.